# Rubkona (condado)
O Condado de Rubkona é uma área administrativa do estado de Unidade, Sudão do Sul. Sua sede é na cidade de Rubkona.